# Nicolás Maturana
Nicolás Alexander Maturana Caneo (Curicó, 8 de julho de 1993) é um futebolista chileno que joga como atacante no Cobreloa.

## Carreira
Nascido em Curicó. Joga como atacante e meia. Formado nas categorias de base da Universidad de Chile, foi incorporado ao profissional pelo treinador Jorge Sampaoli. Estreou em 23 de abril de 2011, em partida válida pelo Apertura contra o Palestino no empate de 0 a 0, onde ele foi substituído por Diego Rivarola aos 53 minutos. Maturana marcou seu primeiro gol em 10 de julho de 2011, em uma partida contra o Magallanes, para a Copa Chile.
Foi emprestado para o Rangers no começo de 2012 para o Torneo Apertura. Com a camisa talquina, estreou 5 de fevereiro do mesmo ano no empate 0 a 0 contra o Unión San Felipe, entrando aos 78 minuto no lugar de José Luis Silva. Disputou 3 partidas pelo Rangers B e não marcou nenhum gol. Ao final do torneio, Maturana rescindiu seu contrato após disputar 10 partidas e não marcar gols.
Durante a segunda metade do ano jogou por empréstimo no Barnechea, clube em que estreou em 20 de agosto na vitória 4 a 2 sobre o Deportes Concepción, entrando aos 82 minuto no lugar de Carlos Espinoza.
Após o fim de seu empréstimo para o Barnechea, Maturana voltou para a la "U". Porém se especulava outra passibilidade de empréstimo, dessa vez para o Palestino, mas ele acabou ficando na Universidad de Chile. Sua reestreia com a camisa azul aconteceu em 12 de fevereiro de 2013 contra o Deportivo Lara pela Copa Libertadores, quando entrou aos 83 minutos.

## Seleção Chilena
Ele foi convocado pelo treinador Mario Salas para representar a Seleção Chilena Sub-20 no Campeonato Sul-Americano Sub-20 de 2013. Maturana ajudou a Seleção a se classificar para Campeonato Mundial Sub-20 de 2013 atuando com a camisa de número 10.

## Estatísticas
Até 24 de fevereiro de 2013.

### Clubes
| Clube                | Temporada         | Campeonato nacional | Campeonato nacional | Copa nacional[a] | Copa nacional[a] | Competições continentais[b] | Competições continentais[b] | Outros torneios[c] | Outros torneios[c] | Total | Total |
| Clube                | Temporada         | Jogos               | Gols                | Jogos            | Gols             | Jogos                       | Gols                        | Jogos              | Gols               | Jogos | Gols  |
| -------------------- | ----------------- | ------------------- | ------------------- | ---------------- | ---------------- | --------------------------- | --------------------------- | ------------------ | ------------------ | ----- | ----- |
| Universidad de Chile | 2011              | 5                   | 0                   | 5                | 1                | 0                           | 0                           | 1                  | 0                  | 11    | 1     |
| Universidad de Chile | Total             | 5                   | 0                   | 5                | 1                | 0                           | 0                           | 1                  | 0                  | 11    | 1     |
| Rangers              | 2012              | 10                  | 0                   | 0                | 0                | —                           | —                           | —                  | —                  | 10    | 0     |
| Rangers              | Total             | 10                  | 0                   | 0                | 0                | —                           | —                           | —                  | —                  | 10    | 0     |
| Barnechea            | 2012              | 11                  | 4                   | 4                | 1                | —                           | —                           | —                  | —                  | 15    | 5     |
| Barnechea            | Total             | 11                  | 4                   | 4                | 1                | —                           | —                           | —                  | —                  | 15    | 5     |
| Universidad de Chile | 2011              | 1                   | 0                   | 0                | 0                | 2                           | 0                           | —                  | —                  | 3     | 0     |
| Universidad de Chile | Total             | 1                   | 0                   | 0                | 0                | 2                           | 0                           | —                  | —                  | 3     | 0     |
| Total na carreira    | Total na carreira | 27                  | 4                   | 9                | 2                | 2                           | 0                           | 1                  | 0                  | 39    | 6     |

- a. ^ Jogos da Copa Chile
- b. ^ Jogos da Copa Sul-Americana e Copa Libertadores
- c. ^ Jogos do Jogo amistoso

## Títulos
Universidad de Chile
- Campeonato Chileno (Torneo Apertura): 2011
- Campeonato Chileno (Torneo Clausura): 2011
- Copa Sul-Americana: 2011

 Título invicto